# Горбунов и Горчаков
«Горбунов и Горчаков» — поэма Иосифа Бродского. Начата в 1965 и завершена в 1968. Поэма целиком состоит из прямой речи: диалогов и монологов; «незакавыченный» авторский голос отсутствует. Действие разворачивается в ленинградской психиатрической больнице.

## Структура
Поэма целиком написана пятистопным ямбом. Четырнадцать глав поэмы четко симметричны. Названия представляют собой сонетоподобный текст:
I Горбунов и Горчаков
II Горбунов и Горчаков
III Горбунов в ночи
IV Горчаков и врачи
V Песня в третьем лице
VI Горбунов и Горчаков
VII Горбунов и Горчаков
VIII Горчаков в ночи
IX Горбунов и врачи
X Разговор на крыльце
XI Горбунов и Горчаков
XII Горбунов и Горчаков
XIII Разговоры о море
XIV Разговор в разговоре
Все главы, за исключением глав V и X, состоят из десяти строф, каждая из которых, в свою очередь, — из десяти строк с пятикратной рифмовкой ABABABABAB. Главы V и X отличаются от других глав — в них невозможно определить личность разговаривающих, так что они превращаются в бестелесные голоса, хотя содержание их бесед перекликается и как бы продолжает диалоги Горбунова и Горчакова. Эффект ухода в иную внефизическую сферу усилен структурным отличием — нарушением пятикратных рифмовок и строфики глав, то есть ритмической сбивкой, но не в масштабе одного стиха, а в масштабе всей главы. Обе главы имеют обычную перекрестную (не повторяющуюся) рифмовку. Глава V состоит из пяти шестнадцатистиший и одного двадцатистишия. Глава X состоит из пяти двадцатистиший. Таким образом, они тоже содержат по сто строк. В главах I и XIII не хватает по одной строке, поэтому всего строк в поэме — 1398.

## История создания
Бродский дважды попадал на обследование в психиатрические больницы: несколько дней в больнице им. Кащенко в Москве в декабре 1963 и три недели в Ленинграде на Пряжке в феврале 1964 (куда был направлен судом на экспертизу). Воспоминания о пребывании во второй из этих «психушек» записаны в «Диалогах с Иосифом Бродским» Соломона Волкова:

ИБ: Ну, это был нормальный сумасшедший дом. Смешанные палаты, в которых держали и буйных, и не буйных. Поскольку и тех, и других подозревали… 

СВ: В симуляции? 

ИБ: Да, в симуляции. И в первую же мою ночь там человек в койке, стоявшей рядом с моей, покончил жизнь самоубийством. Вскрыл себе вены. Помню, как я проснулся в три часа ночи: кругом суматоха, беготня. И человек лежит в луже крови. Каким образом он достал бритву? Совершенно непонятно… 

СВ: Ничего себе первое впечатление. 

ИБ: Нет, первое впечатление было другое. И оно почти свело меня с ума, как только я туда вошел, в эту палату. Меня поразила организация пространства там. Я до сих пор не знаю, в чем было дело: то ли окна немножко меньше обычных, то ли потолки слишком низкие, то ли кровати слишком большие. А кровати там были такие железные, солдатские, очень старые, чуть ли не николаевского еще времени. В общем, налицо было колоссальное нарушение пропорций. Как будто вы попадаете в какую-то горницу XVI века, в какие-нибудь Поганкины палаты, а там стоит современная мебель. 

СВ: Утки? 

ИБ: Ну уток там как раз и не было. Но это нарушение пропорций совершенно сводило меня с ума. К тому же окна не открываются, на прогулку не водят, на улицу выйти нельзя. Там всем давали свидания с родными, кроме меня. 

СВ: Почему? 

ИБ: Не знаю. Вероятно, считали меня самым злостным. 

СВ: Я хорошо понимаю это ощущение полной изоляций. Но ведь и в тюрьме в одиночке было не слаще? 

ИБ: В тюремной камере можно было вызвать надзирателя, если с вами приключался сердечный припадок или что-то в этом роде. Можно было позвонить — для этого существовала такая ручка, которую вы дергали. Беда заключалась в том, что если вы дергали эту ручку второй раз, то звонок уже не звонил. Но в психушке гораздо хуже, потому что вас там колют всяческой дурью и заталкивают в вас какие-то таблетки. 

СВ: А уколы — это больно? 

ИБ: Как правило, нет. За исключением тех случаев, когда вам вкалывают серу. Тогда даже движение мизинца причиняет невероятную физическую боль. Это делается для того, чтобы вас затормозить, остановить, чтобы вы абсолютно ничего не могли делать, не могли пошевелиться. Обычно серу колют буйным, когда они начинают метаться и скандалить. Но кроме того санитарки и медбратья таким образом просто развлекаются. Я помню, в этой психушке были молодые ребята с заскоками, попросту — дебилы. И санитарки начинали их дразнить. То есть заводили их, что называется, эротическим образом. И как только у этих ребят начинало вставать, сразу же появлялись медбратья и начинали их скручивать и колоть серой. Ну каждый развлекается как может. А там, в психушке, служить скучно, в конце концов. 

СВ: Санитары сильно вас допекали? 

ИБ: Ну представьте себе: вы лежите, читаете — ну там, я не знаю, Луи Буссенара — вдруг входят два медбрата, вынимают вас из станка, заворачивают в простынь и начинают топить в ванной. Потом они из ванной вас вынимают, но простыни не разворачивают. И эти простыни начинают ссыхаться на вас. Это называется «укрутка». Вообще было довольно противно. Довольно противно… Русский человек совершает жуткую ошибку, когда считает, что дурдом лучше, чем тюрьма.

По словам Льва Лосева, поэма, кроме всего прочего, имела для Бродского терапевтическое значение. Абсурдный суд, тяжелая личная драма, произошедшая как раз накануне, пребывание в сумасшедшем доме — все это, пришедшееся на очень небольшой отрезок времени, могло пошатнуть душевное здоровье Бродского и, прежде всего, заставить его самого воспринять безумие как реальную опасность. Таким образом, через конфликтующие, но несамодостаточные голоса поэмы Бродский пытается разрешить проблему внутренней раздвоенности. Состояние раздвоения личности в результате сильной душевной травмы присутствует в стихах «Реквиема» Анны Ахматовой, которые Бродский хорошо знал:
Уже безумие крылом
Души накрыло половину,
И поит огненным вином
И манит в черную долину.
И поняла я, что ему
Должна я уступить победу,
Прислушиваясь к своему
Уже как бы чужому бреду.

## Интерпретации
В литературной биографии Иосифа Бродского Лев Лосев так трактует замысел поэмы. Герои поэмы олицетворяют два присущих человеку начала, которые можно сопоставить с двумя полушариями головного мозга. Горбунов — это левое полушарие, ответственное за речь и логическое мышление; Горчаков — правое, связанное с интуицией и воображением. Горбунову свойственно развитие сложных логических построений, философских параллелей, его сны — набор дискретных символов — лисичек, которые он сам уподобляет словам. В речи Горчакова чаще встречаются восклицательные знаки, его сны — яркие зрительные и слуховые образы. Горчакову необходим Горбунов именно потому, что он нуждается в его словах, в даре речи. (Лосев, однако, не объясняет моря, которое неожиданно замещает лисички в снах Горбунова, и в котором бодрствующий Горчаков пытается встретиться со спящим Горбуновым посредством обращения к нему, посредством слов: в каком-то смысле происходит обмен ролей, перемешивание полушарий).
Это объяснение не до конца раскрывает библейскую новозаветную сторону поэмы. Горбунов неоднократно сравнивается с Христом, а Горчаков — с любящим его, но предающим Иудой.

## Театральные постановки
По мотивам поэмы в московском театре «Современник» режиссёром Евгением Каменьковичем был поставлен спектакль (премьера состоялась 14 октября 2011 года), главные роли в котором исполнили Никита Ефремов и Артур Смольянинов.